# Mark Dindal
Mark Dindal, född 31 maj 1960, är en amerikansk filmskapare, animatör och röstskådespelare. Mest känd för sitt arbete på Disney, regisserade han företagets 2000 animerade film Kejsarens nya stil (2000), såväl som deras film från 2005 Lilla kycklingen. Dindal regisserade 2024 års animerade film Katten Gustaf – Filmen för Sony Pictures och Alcon Entertainment, som fick kommersiell framgång trots negativa recensioner.

## Filmografi (i urval)
- 1983 – Musse Piggs julsaga (animation)
- 1997 – Katter dansar inte (regi)
- 2000 – Kejsarens nya stil (regi)
- 2005 – Lilla kycklingen (regi)
- 2024 – Katten Gustaf – Filmen (regi)